# Бет Фаулер
Бет Фа́улер (англ. Beth Fowler; нар. 1 листопада 1940, Джерсі-Сіті, Нью-Джерсі, США) — американська акторка, дворазова номінантка на премію «Тоні», відома телеглядачам роллю ув'язненої Джейн Інгаллс у серіалі «Помаранчевий — хіт сезону».

## Біографія
Бет Фаулер народилася в Джерсі-Сіті, Нью-Джерсі, США. Вона навчалася в місцевій строгій католицькій школі. Бет переїхала в Рутерфорд, де закінчила Caldwell College. Потім жила в Глен Рок, де почала працювати вчителем музики. У 35 років вийшла заміж за актора Джона Вітема. Майже все своє життя артистка жила в штаті Нью-Джерсі.

## Кар'єра
У 1962—1969 викладала музику. У 1970 була затверджена на роль у бродвейському мюзиклі «Gantry». Її робота на бродвейській та оф-бродвейській сцені була помічена театральними критиками. Вона отримала номінацію «Найкраща акторка мюзиклу» премії «Драма Деск» у 1989. Наступного року за виконання ролі Місіс Лаветт у «Свіні Тодді» її номінують на «Тоні». У 1991 вона дебютує на телеекрані. Через рік з'являється у комедійному фільмі «Дій, сестро», а згодом у продовженні фільму. Крім того в акторки були гостьові ролі в серіалах «Закон і порядок», «Закон і порядок: Кримінальні наміри».
У 2004 акторку знову отримує номінацію на премію «Тоні». Згодом вона з'являється в фільмах «Назад до мене», «Куди поділися Моргани?», «Екстрамен», «Я не знаю, як вона це робить». У 2013—2016 Фаулер мала повторювальну роль ув'язненої Джейн Інгаллс у серіалі «Помаранчевий — хіт сезону».

## Фільмографія
| Рік       |    | Українська назва                    | Оригінальна назва                                        | Роль                               |
| --------- | -- | ----------------------------------- | -------------------------------------------------------- | ---------------------------------- |
| 1991      | тф | Убивства опівночі                   | In the Line of Duty: Manhunt in the Dakotas              | Джоан                              |
| 1992      | ф  | Дій, сестро                         | Sister Act                                               | учасниця хору                      |
| 1993      | с  | Закон і порядок                     | Law & Order                                              | місіс Ренн                         |
| 1993      | ф  | Дій, сестро 2                       | Sister Act 2                                             | учасниця хору                      |
| 1995      | тф |                                     | Beauty and the Beast: The Broadway Musical Comes to L.A. |                                    |
| 1998      | мф | Мулан                               | Mulan                                                    | Бетер                              |
| 2000      | с  | Ед                                  | Ed                                                       | мама Моллі                         |
| 2001      | ф  | Друзі та сім'я                      | Friends and Family                                       | місіс Торчеллі                     |
| 2006      | с  | Закон і порядок: Кримінальні наміри | Law & Order: Criminal Intent                             | Маргарет Колло                     |
| 2007—2012 | с  | Пліткарка                           | Gossip Girl                                              | господиня церемонії/голова комісії |
| 2008      | ф  | Назад до мене                       | Back to Me                                               | Бет                                |
| 2009      | ф  | Куди поділися Моргани?              | Did You Hear About the Morgans?                          | Ма Сіммонс                         |
| 2010      | ф  | Екстрамен                           | The Extra Man                                            | пані Марш                          |
| 2011      | ф  |                                     | Silhouette                                               | Пейдж                              |
| 2012      | ф  | Я не знаю, як вона це робить        | I Don't Know How She Does It                             | секретарка Кларк                   |
| 2013—2016 | с  | Помаранчевий — хіт сезону           | Orange Is the New Black                                  | Джейн Інгаллс                      |
| 2018      | с  | Елементарно                         | Elementary                                               | збентежена жінка                   |